# Eduardo Vadillo Romero
Eduardo Vadillo Romero (Madrid, 1970) es un sacerdote y teólogo español. Actualmente es catedrático de Teología en el Instituto Teológico de San Ildefonso de Toledo, centro de estudios afiliado a la Universidad Eclesiástica San Dámaso de Madrid. 

## Biografía
Nació en Madrid en 1970. Ingresó en el Seminario de Toledo en 1989. En 1995 obtuvo el grado (denominado Baccalaureatus en las universidades eclesiásticas) en Sagrada Teología y fue ordenado sacerdote. Inmediatamente fue enviado a continuar sus estudios en la Pontificia Universidad Gregoriana de Roma, donde obtiene el título de máster (denominado Licentia en las universidades eclesiásticas) en Sagrada Teología en 1997. Ese mismo año inicia los cursos de doctorado. En 1999 alcanza el título de doctor en Sagrada Teología después de haber defendido su tesis con el título La controversia de la sustancia sobrenatural en los teólogos dominicos españoles del siglo XVII. Una reflexión fundamental sobre la gracia creada. Un año después inicia sus estudios en el Instituto Patrístico Augustinianum de Roma, donde obtiene el máster (denominado Licentia en las universidades eclesiásticas) en Teología y Ciencias patrísticas en 2002. En 2003 defiende su tesis Formación y evolución de la doctrina agustiniana sobre la electio divina, obteniendo así el título de doctor en Teología y Ciencias patrísticas.
Ha ejercido como profesor en el Instituto Teológico San Ildefonso de Toledo desde 2002 hasta hoy. En 2013 es nombrado catedrático de Teología de la misma institución. Además, ha impartido diferentes asignaturas en la Universidad Eclesiástica San Dámaso de Madrid y en el Seminario de San José de Moyobamba (Perú). Vadillo trata de seguir en su reflexión teológica el pensamiento de Santo Tomás de Aquino (tomismo), apoyándose, entre otros, en Santiago Ramírez y Victorino Rodríguez, pero lo hace desde una perspectiva abierta al diálogo con el pensamiento moderno. 
Entre 2005 y 2017 fue teólogo asesor de la comisión de Doctrina de la Fe de la Conferencia Episcopal Española. De 2016 a 2021 fue censor diocesano de la Archidiócesis de Toledo.

## Polémicas
Alcanzó gran notoriedad al publicar dos artículos críticos sobre el espíritu y la doctrina de Hakuna. Los dos artículos son comentarios a dos obras del fundador del movimiento: José Pedro Manglano. Vadillo, catedrático de Teología, encuentra en el contenido de esos libros y en el espíritu de Hakuna algunos principios y tendencias que se separan de la doctrina católica.
Los artículos son:
- Observaciones sobre la obra: J. P. Manglano, Santos de carne, Madrid, 2017.

- Algunas observaciones sobre la obra J. P.Manglano, El abrazo. Hacia una encarnación total de la fe, Madrid, 2020.

En este último artículo concluye:

Cuando se leen las páginas de El abrazo, a la luz de la historia de la teología, no pueden dejar de venir a la mente los intentos de los moralistas y confesores ‘probabilistas’ del siglo XVII. Aquella operación, retratada de manera inmortal por Pascal en las Provinciales, retorció todo lo que pudo la enseñanza moral para justificar placeres y excesos de personas de alta condición social. Este intento desfiguró completamente la noción de moral, y la redujo a un mero recurso para discernir lo lícito de lo ilícito, tratando de contemporizar con los deseos de la clientela espiritual para no perderla. En el contexto presente, con la excusa de una supuesta espiritualización excesiva, que puede haberse dado, se dejan de lado multitud de enseñanzas de la Revelación, y lo más grave, subyace una manera errónea de plantear la distinción entre Dios y el mundo para poder superar la diferencia sagrado/profano y naturaleza/gracia.

Esta posición crítica con Hakuna es compartida por el obispo Athanasius Schneider y por el sacerdote y profesor Jaime Mercant Simó, entre otros. El teólogo dominico Nelson Medina también ha manifestado sus reservas hacia el movimiento, aunque de una manera más matizada.

## Obras

### Libros:[3]
- La controversia de la sustancia sobrenatural en los teólogos dominicos españoles del siglo XVII, una reflexión fundamental sobre la gracia creada (2001).

- Formación y evolución de la doctrina agustiniana sobre la electio divina (2004). Es un extracto de una de su segunda tesis.

- Guía de lectura y sumario de los Documentos de la Congregación para la Doctrina de la Fe (1966-2007) (2008).

- Breve síntesis académica de Teología (2009).

- El orden de las verdades católicas. Sugerencias para una síntesis teológica (2010).

- Antropología Teológica I. Introducción teológica a la creación, vocación sobrenatural y pecado original (2012, 1ª ed. 2023, 2ª ed.).

- El misterio de la Iglesia. Introducción a una eclesiología de la participación (2018).
- Antropología Teológica II. Introducción teológica a la gracia, virtudes infusas y dones del Espíritu Santo (2023).

También ha preparado la edición y publicado en castellano los documentos de la Congregación para la Doctrina de la Fe:
- Documentos de la Congregación para la Doctrina de la Fe (1966-2007) (2008).

- Documentos de la Congregación para la Doctrina de la Fe (2008-2011) (2012).

Además, ha traducido, preparado la edición y publicado varias obras de Gianfranco Basti, catedrático de Filosofía de la Naturaleza y de la Ciencia en la Pontificia Universidad Lateranense de Roma:
- Gianfranco Basti, Filosofía del hombre (2011).
- Gianfranco Basti, Instituciones de Filosofía formal. De la lógica formal a la ontología formal (2020).

- Gianfranco Basti, De la física de la información al conocimiento y libertad de la persona (2021).

También ha escrito la presentación al libro El obsequio religioso. El asentimiento al Magisterio no definitivo (Madrid, 2020) del sacerdote Rodrigo Menéndez Piñar.

### Colaboración en obras colectivas:
- "Errores hodiernos sobre la revelación" en: La fe de los sencillos. Comentario a la Instrucción pastoral 'Teología y secularización en España. A los cuarenta años de la clausura del Concilio Vaticano II' (2012).[12]

### Artículos:
- "Aportaciones de Santo Tomás de Aquino a la antropología teológica", en: Toletana 12 (2005) 303-325.
- "El camino de Santa Teresa del Niño Jesús como propuesta de enseñanzas tomistas esenciales de antropología teológica", en: Toletana 22 (2010) 181-226.
- "Contexto trinitario y cristológico de las afirmaciones de santo Tomás sobre la persona", en: Espíritu 146 (julio-diciembre 2013) 395-410.
- "La figura teológica del P. Santiago Ramírez, O.P. en el cincuentenario de su muerte", en: Toletana 39 (2018) 65-86.
- "Las diversas presencias de Dios. Una aportación según las enseñanzas de santo Tomás", en: Toletana 42 (2020) 113-138.
- "Acerca de algunas diferencias entre las enseñanzas de santo Tomás de Aquino y san Ignacio de Loyola en el campo de la gracia", en: Toletana 47 (2022) 9-86.
- "Algunas observaciones a la obra de Marie de l’Assomption sobre naturaleza y gracia en santo Tomás de Aquino", en: Espíritu 167 (2024) 129-176.